# Neomomonia benova
Neomomonia benova är en kvalsterart som beskrevs av Cook 1983. Neomomonia benova ingår i släktet Neomomonia och familjen Momoniidae. Inga underarter finns listade i Catalogue of Life.